# Sierra Gomas
Sierra Gomas är en bergskedja i Mexiko.   Den ligger i delstaten Nuevo León, i den centrala delen av landet, 800 km norr om huvudstaden Mexico City.